# 古米弘明
古米 弘明（ふるまい ひろあき、1956年（昭和31年）- ）は、東京大学大学院工学系研究科教授、都市工学、水環境学研究者。

## 来歴・人物
1956年（昭和31年）倉敷市に生まれる。広島市で育ち、広島大学附属東雲中学校、修道高等学校を経て、1979年東京大学工学部都市工学科卒業。1984年東京大学大学院工学系研究科都市工学専攻博士課程を修了し（工学博士）、同年東北大学工学部土木工学科助手、1986年九州大学工学部水工土木学科助手、1988年同助教授、1990年スタンフォード大学およびイリノイ大学客員研究員、1991年茨城大学工学部都市システム工学科助教授、1997年東京大学大学院工学系研究科都市工学専攻助教授を歴任し、1998年東京大学大学院工学系研究科都市工学専攻教授に就任。2000年から1年間オレゴン州立大学およびEAWAG（スイス）客員研究員、2006年東京大学大学院工学系研究科附属水環境制御研究センター教授となる。
水環境保全や制御などを研究テーマとする。

## 著書
- 『ケイ酸―その由来と行方』（共著）（技報堂出版、2012年)
- 『森林の窒素飽和と流域管理』（共著）（技報堂出版、2012年)
- 『Southeast Asian Water Environment 4』（共著）（IWA Publishing, 2010年)
- 『日本の水環境行政 改訂版』（編集代表）（ぎょうせい、2009年）
- 『河川の水質と生態系 新しい河川環境創出に向けて』（分担執筆）（技報堂出版、2007年）
- 『河川と栄養塩類 管理に向けての提言』（分担執筆）（技報堂出版、2005年）
- 『流域マネジメント 新しい戦略のために』（分担執筆）（技報堂出版、2002）
- 『環境保全・創出のための生態工学』（分担執筆）（丸善株式会社、1999年）